# Dieter Thun
Dieter Thun (* 4. Juni 1939; † 3. August 2025) war ein deutscher Fußballspieler. Er war Stürmer und wurde mit Werder Bremen 1965 Deutscher Meister. Von 1959 bis 1971 hat der Offensivspieler bei den Vereinen VfV Hildesheim, Werder Bremen und VfL Wolfsburg insgesamt 304 Ligaspiele mit 93 Toren in der Fußball-Oberliga Nord, Fußball-Bundesliga und der zweitklassigen Fußball-Regionalliga Nord absolviert.

## Karriere

### Vereine
Der Jugendspieler Dieter Thun kam 1959 aus der Amateurmannschaft des VfV Hildesheim in die erste Mannschaft des Vereins, um das Hildesheimer Fußball-Idol schlechthin, Leo Zimmermann. In seiner ersten Saison in der Oberliga Nord 1959/60 absolvierte der Nachwuchsspieler alle 30 Oberligaspiele und erzielte 17 Tore; die Rot-Weißen belegten den 7. Rang. In seiner zweiten Oberligasaison 1960/61 konnte er die Trefferquote von 17 Toren wiederholen und wurde vom DFB am Ende der Runde in der Juniorennationalmannschaft U 23 eingesetzt. Am 13. Mai 1961 bestritt Thun ein Spiel in der U 23 des DFB in Waterschei gegen Belgien. Beim 3:1-Erfolg der deutschen Mannschaft spielte er im Angriff an der Seite von Gustav Flachenecker, Helmut Haller, Fred Heiser und Otto Hartz. Eine sensationelle Runde spielte Thun mit seinen Mannschaftskollegen vom VfV 196/62. Mit 29:1 Heimpunkten belegten sie am Rundenende den 3. Rang, zwei Punkte hinter Vizemeister Werder Bremen. Mit Mitspielern wie Torhüter Werner Gerstle, Mittelläufer Horst Kuschenberg, Stürmerkollege Heiner Klose (20 Tore) und dem unverwüstlichen Leo Zimmermann glückte dieses Rundenergebnis, was durch den 3:0-Heimerfolg am 5. November 1961 gegen den Nordserienmeister Hamburger SV vor 26.000 Zuschauern im Friedrich-Ebert-Stadion seine Krönung erfuhr. Von 1959 bis 1962 absolvierte der Offensivspieler 78 Oberligaspiele für Hildesheim und erzielte dabei 43 Tore. Nach diesem Erfolg nahm er das Angebot aus Bremen an und wechselte von der Innerste zum Vizemeister an die Weser.
Im letzten Jahr der alten erstklassigen Oberliga Nord, 1962/63, wurde Thun mit Werder Vizemeister und der Neuzugang aus Hildesheim hatte in 25 Spielen zehn Tore an der Seite von Rekordtorjäger Dieter Meyer (37 Tore) erzielt. Im Debütjahr der neuen Fußball-Bundesliga, 1963/64, debütierte der Angreifer am siebten Spieltag, dem 12. Oktober 1963, bei einem 4:2-Heimerfolg gegen den Hamburger SV in der neuen Eliteliga. Sein erstes Bundesligator erzielte er am 14. Dezember 1963, bei einem 4:1-Heimerfolg gegen das Team von Trainer Max Merkel, München 1860. Die Saison beendete er am 30. Spieltag, den 9. Mai 1964, mit einem 3:2-Auswärtserfolg bei den Münchner „Löwen“, wo ihm gegen Startorhüter Petar Radenković zwei Treffer glückten.
Von 1963 bis 1965 Jahren bestritt er insgesamt 24 Bundesligaspiele für den SV Werder, in denen ihm sechs Tore gelangen. 1965 wurde Bremen Deutscher Meister, Thun hatte in jener Saison nur zwei Spiele bestritten.
Von 1965 bis 1971 spielte Thun in der damals zweitklassigen Regionalliga Nord für den VfL Wolfsburg. Mit den "Wölfen" wurde er 1969/70 Vizemeister. In der Bundesligaaufstiegsrunde 1970 bestritt er alle acht Spiele gegen die Mitbewerber Kickers Offenbach, FK Pirmasens, VfL Bochum und Hertha Zehlendorf und erzielte an der Seite von Mitspielern wie Torhüter Dieter Grünsch, Wolfgang Matz, Wolf-Rüdiger Krause, Karl-Heinz Borutta und Wilfried Kemmer vier Tore. Von 1965 bis 1971 bestritt er für den VfL 177 Regionalligaspiele und erzielte dabei 34 Tore. Er war der erste Spieler überhaupt, der beim ersten offiziellen Elfmeterschießen in Deutschland (im DFB-Pokalspiel gegen den FC Schalke 04 am 23. Dezember 1970), verwandeln konnte.
Im Amateurlager beim 1. FC Wolfsburg beendete er ab der Runde 1971/72 seine Laufbahn.

### Nationalmannschaft
Thun kam für die U23-Nationalmannschaft einzig am 13. Mai 1961 in Waterschei beim 3:1-Sieg über die Auswahl Belgiens zum Einsatz.

### Erfolge
- Deutscher Meister 1965 (mit Werder Bremen)